# Arijan van Bavel

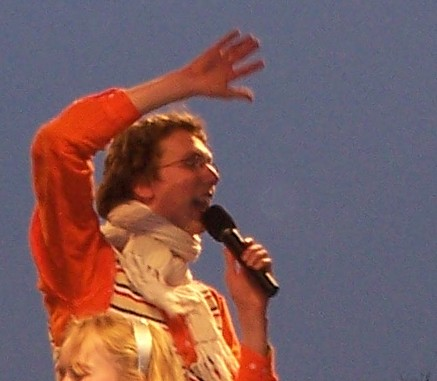
Arijan van Bavel tijdens een optreden.

Arijan van Bavel (Breda, 26 april 1979) is een Nederlands acteur, zanger en ondernemer, die bij het grote publiek bekend is geworden dankzij zijn optredens als Adje van Nispen in het televisieprogramma Mooi! Weer De Leeuw als sidekick van Paul de Leeuw. Hierna vertolkte Van Bavel dit typetje in verschillende programma's en theatervoorstellingen.

## Biografie
Van Bavel groeide op in Molenschot samen met zijn ouders en zus in een katholiek gezin. Op twaalfjarige leeftijd begon hij als jeugdspeler bij de musicalwerkgroep voor jonge talenten Star, onder leiding van Frank Sanders.
In 2003 studeerde hij aan de Hogeschool van Arnhem en Nijmegen (HAN) in Nijmegen af als dramatherapeut. Hierna ging hij studeren aan de Kleinkunst Factory in Tilburg.
Vanaf zijn achttiende werkte hij bij de Efteling bij de entertainmentafdeling. Vanaf 2000 tot 2005 speelde hij daar Appie Janssen bij De Enige Echte Efteling Fanfare. Dit was een fanfare die door de Efteling trok en daar nummers ten gehore bracht, terwijl de bandleden ondertussen al improviserend toneelstukjes opvoerden. Nadat de Efteling hier niet mee doorging richtte Van Bavel met enkele medespelers het theaterproductiehuis De Zingende Decoupeerzaag op, dit is tevens de naam van de muzikantengroep waar Van Bavel mee optrad tijdens zijn eerste theatervoorstelling De Revue van Nu.

### Adje
In 2005 zag Van Bavel een oproep van Paul de Leeuw om wensen in te sturen voor zijn nieuwe programma Mooi! Weer De Leeuw. Van Bavel besloot een mailtje sturen als zijn alter ego Adje van Nispen om zo reclame te maken voor zijn eerste theatervoorstelling. Van Bavel kwam uiteindelijk met zijn muziekgroep De Zingende Decoupeerzaag in Mooi! Weer De Leeuw,  zowel De Leeuw als de redactie wisten toen niet dat Adje en de andere leden een rol vertolkten. 
Van Bavel had als Adje in het programma de lachers op zijn hand, hierop besloot De Leeuw hem terug te laten keren in zijn programma. Toen De Leeuw later ontdekte dat Van Bavel een typetje speelde, mocht hij alsnog blijven en werd besloten hem de vaste sidekick te maken. De Volkskrant onthulde uiteindelijk de ware toedracht. Van Bavel bleef tot het einde van het programma in 2009 te zien als Adje. Hij kreeg zelfs zijn eigen item in het programma met de naam Adje's A-team. In Adje's A-team konden kijkers vrienden worden met Adje door vreemde opdrachten met hem uit te voeren. 
In november 2007 trad Paul de Leeuw op in het GelreDome te Arnhem in het kader van de jaarlijkse concertreeks Symphonica in Rosso van The Entertainment Group. Hierbij was Van Bavel ook als zijn typetje Adje aanwezig. Hij ondersteunde De Leeuw tijdens het concert en zong aan een vier meter hoog zilveren kruis Ik heb je lief en Diep in mijn hart met hem. Later op de avond zong Adje alleen het nummer Als de morgen is gekomen.
Van Bavel verscheen hierna in meerdere programma's als zijn alter ego Adje, zo was hij onder andere te zien in: De TV Kantine, Lieve Paul, X De Leeuw en Sterren Springen op Zaterdag. Tevens kreeg Van Bavel als Adje eigen programma's bij Omroep Brabant zoals Adje bij de landmacht en Adje ziet sterren. Naast televisie verscheen Van Bavel ook als Adje in het theater met diverse voorstellingen waaronder Adje's Losse Vlodders, Adje's Sterren Revue en Adje's Mee Sing Sjow.
In december 2019 keerde Van Bavel terug met zijn typetje Adje in de YouTube-serie Kratje van Adje.

### Verdere carrière
Naast het typetje Adje speelde Van Bavel ook andere rollen op televisie en in films. Zo was hij in 2007 als Eugene te zien in de film  Plop en de pinguïn en vertolkte hij van 2008 tot 2010 de rol van Meester Wout in de serie Het Kasteel van Sinterklaas. In 2009 produceerde Van Bavel met zijn theaterproductiebedrijf de serie Kamer 4B, hier was hij tevens zelf als acteur in te zien. In de jaren die volgden was Van Bavel ook te zien als presentator van de programma's Van Bavel tot Budel en Carnaval On Route. Daarnaast is Van Bavel actief in het theater zo was hij onder andere van 2017 tot 2018 te zien in In de Vlaamsche Pot en was hij in 2019 te zien in de voorstelling Medisch Centrum Best.

## Eigen theaterhuis
Van Bavel wilde, samen met twee medeondernemers, in Tilburg een "laagdrempelig multitheater" beginnen. Het gemeentebestuur wilde het theaterpand Midi, een voormalige bioscoop, voor 2,5 miljoen euro kopen, voor vijf miljoen euro laten verbouwen en een jaarlijkse huursubsidie van twee ton gedurende de eerste drie jaar geven. Op 10 januari 2008 liet het VVD-raadslid Marc Verstraeten weten per 28 januari 2008 uit de partij en tevens gemeenteraad van Tilburg te stappen vanwege het in zijn ogen onverantwoorde besluit om dit bedrag te investeren in een theater voor Adje, tijdens deze periode werd het Midi Theater in de volksmond ook wel het Adje-theater genoemd. Op 14 april 2008 viel het college, nadat ook het CDA geen vertrouwen meer had in de CDA-wethouder Hans Janssen. Vervolgens dienden alle wethouders hun ontslag in.
Op 29 april 2008 vormden PvdA, GroenLinks, VVD en SP het nieuwe stadsbestuur van Tilburg. De nieuwe wethouders besloten wel door te gaan met het Midi-theater. Een van de wethouders is VVD'er Joost Möller, die bekendmaakte dat er nieuwe investeerders waren voor het theaterplan. Op 16 februari 2009 trad wethouder Backx af, omdat de verbouwing van het Midi-theater 1,9 miljoen euro duurder uitviel dan verwacht. Op 25 maart werd het Midi-theater in gebruik genomen. De officiële opening was pas later.
Op 31 maart 2009 stapte Van Bavel samen met zijn bedrijf De Zingende Decoupeerzaag op als exploitant van het Midi Theater, de exploitanten bleven nog een maand om samen met de gemeente Tilburg te zoeken naar een nieuwe exploitant. De reden van opstappen was het onverwacht uitblijven van tv-contracten. De politieke ophef had ook veel schade berokkend.

## Privé
Van Bavel had een geregistreerd partnerschap van 2012 tot en met 2018 met Joris Bengevoord.

## Filmografie

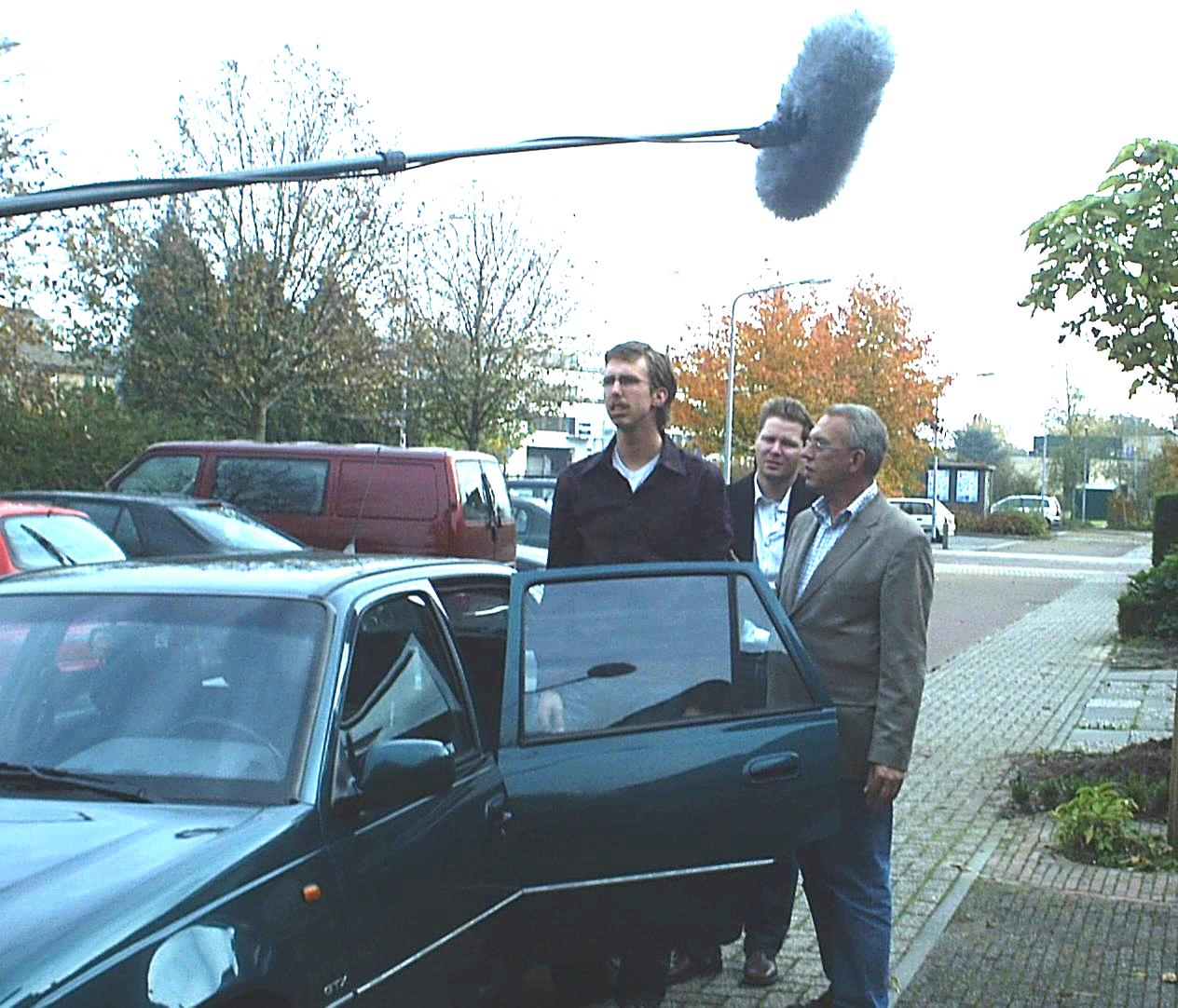
Arijan van Bavel tijdens een opname van Opsporing Verzocht

### Film
- Plop en de pinguïn (2007), als Eugene

### Televisie als acteur
- Sjors en Sjimmie: De kolonel slaat door (2004), als verslaggever
- Dossier gesloten (2005), als de moordenaar van Jessica Richel
- Masterclass (2005)
- Mooi! Weer De Leeuw (2005–2009), als Adje
- Man & Paard (2006), als Tim de systeembeheerder
- Sinterklaasjournaal (2006), als Trompetpiet
- Het Kasteel van Sinterklaas (2007), als Egidius Marsmans
- Adje bij de landmacht (2008), als Adje
- Adje ziet sterren (2008), als Adje
- Het kasteel van Sinterklaas (2008–2010), als meester Wout
- De TV Kantine (2009), als Adje
- Kamer 4B (2009), als patiënt meneer Verschuuren
- Lieve Paul (2009), als Adje
- I love carnaval (2010), als Adje
- X De Leeuw (2010), als Adje
- Sterren Springen op Zaterdag (2012), als Adje

### Televisie als presentator
- Van Bavel tot Budel (2013–2015)
- Carnaval On Route (2013–2017)

### Theater
- Zing-a-Song Show (2006)
- De Revue van Nu (2006–2008)
- Adje's Losse Vlodders (2008–2009)
- Adje's Sterren Revue (2009–2010)
- Adje's Mee Sing Sjow (2010–2011)
- Taxi Taxi (2014–2015)
- Prettig Gestoord (2015–2016)
- Boeing Boeing (2016–2017)
- In de Vlaamsche Pot (2017–2018)
- Medisch Centrum Best (2019)
- Heel Holland Lacht (2019–2020)
- OH OH Den Haag! (2020-2023)
- Oh Buurman wat doet u nu? Revue! (2024-)

## Discografie

### Albums
| Album met eventuele hitnotering(en) in de Nederlandse Album Top 100 | Datum van verschijnen | Datum van binnenkomst | Hoogste positie | Aantal weken | Opmerkingen     |
| ------------------------------------------------------------------- | --------------------- | --------------------- | --------------- | ------------ | --------------- |
| Live in Schoonhoven                                                 | 2004                  | 04-04-2004            | -               | -            | Beperkte oplage |
| Adje en Theo De Revue van Nu (album)                                | 2007                  | 02-2007               | -               | -            |                 |

### Singles
| Single met eventuele hitnotering(en) in de Nederlandse Top 40 | Datum van verschijnen | Datum van binnenkomst | Hoogste positie | Aantal weken | Opmerkingen |
| ------------------------------------------------------------- | --------------------- | --------------------- | --------------- | ------------ | ----------- |
| Boem is ho, tuut tuut                                         | 2006                  | januari 2006          | tip             |              |             |
| Dit Liedje                                                    | 2010                  | januari 2010          | -               |              |             |
| Taatata Taatata tatata                                        | 2012                  | februari 2012         | -               |              |             |
| Thuiscarnaval                                                 | 15-01-2021            | -                     | -               |              |             |

Cd's
- 2007 cd Symphonica in Rosso Paul de Leeuw - 'K Heb je lief, Diep in mijn hart, Als de morgen is gekomen
- 2009 cd Honderd uit één (Paul de Leeuw) - Kleine kokette Katinka - Duet met Paul de Leeuw

Dvd's
- 2004 Sjors & Sjimmie - De kolonel slaat door
- 2007 Symphonica in Rosso
- 2007 Plop en de Pinguïn
- 2007 Mooi! Weer de leeuw 2005-2007
- 2009 Mooi! Weer de leeuw 2007-2009
- 2017 Prettig Gestoord: Kom van het dak af!
- 2018 In de Vlaamsche Pot

## Prijzen
- 2004 - De Gouden Giraffe, samen met De Enige Echte Efteling Fanfare de Gouden Giraffe, een prijs voor het beste bedrijfsevenement.

- 2005 - BVD Trofee, Van Bavel zijn typetje Adje werd door de kijkers van Barend & Van Dorp uitgeroepen tot Meest Opmerkelijke Persoon van 2005.

- 2009 - The best of video snack: infotainment, met het televisiefragment uit het programma Ik kom bij je eten waarin Angela Groothuizen kwam eten bij Van Bavel.

## Trivia
- Op 10 april 2008 maakte RTL Boulevard bekend[18] dat Adje een eigen speelfilm zou krijgen, met als regisseur Dick Maas. Een dag later maakte Van Bavel echter in hetzelfde programma bekend dat er van concrete filmplannen nog geen sprake was.[19] Op 18 april 2008 maakte de producent, Dave Schram van Shooting Star Filmcompany, bekend dat hij niet langer wilde samenwerken met Van Bavel.[20] Ook regisseur Maas trok zich terug uit het project.
- Van 2009 tot en met 2018 was Van Bavel met zijn toenmalige partner eigenaar van het Twentse familiepark De Waarbeek in Hengelo.[21]
- Van Bavel deed in 2010 mee aan het programma Let's Dance van Carlo Boszhard en Irene Moors, waarin bekende Nederlanders ten bate van Kika hun favoriete videoclip of dansscène imiteerden. Van Bavel danste een scène uit Flashdance.
- In 2011 deed Van Bavel mee aan het BNN-programma De Nationale IQ Test 2011 van BNN en behaalde een score van 100. Tevens was hij datzelfde jaar te zien in het televisieprogramma De Pelgrimscode, waar hij na drie afleveringen het spel moest verlaten.